# Calliergon tundrae
Calliergon tundrae là một loài rêu trong họ Amblystegiaceae. Loài này được Arnell G. Roth mô tả khoa học đầu tiên năm 1904.